# Krone der Kaiserin Eugénie

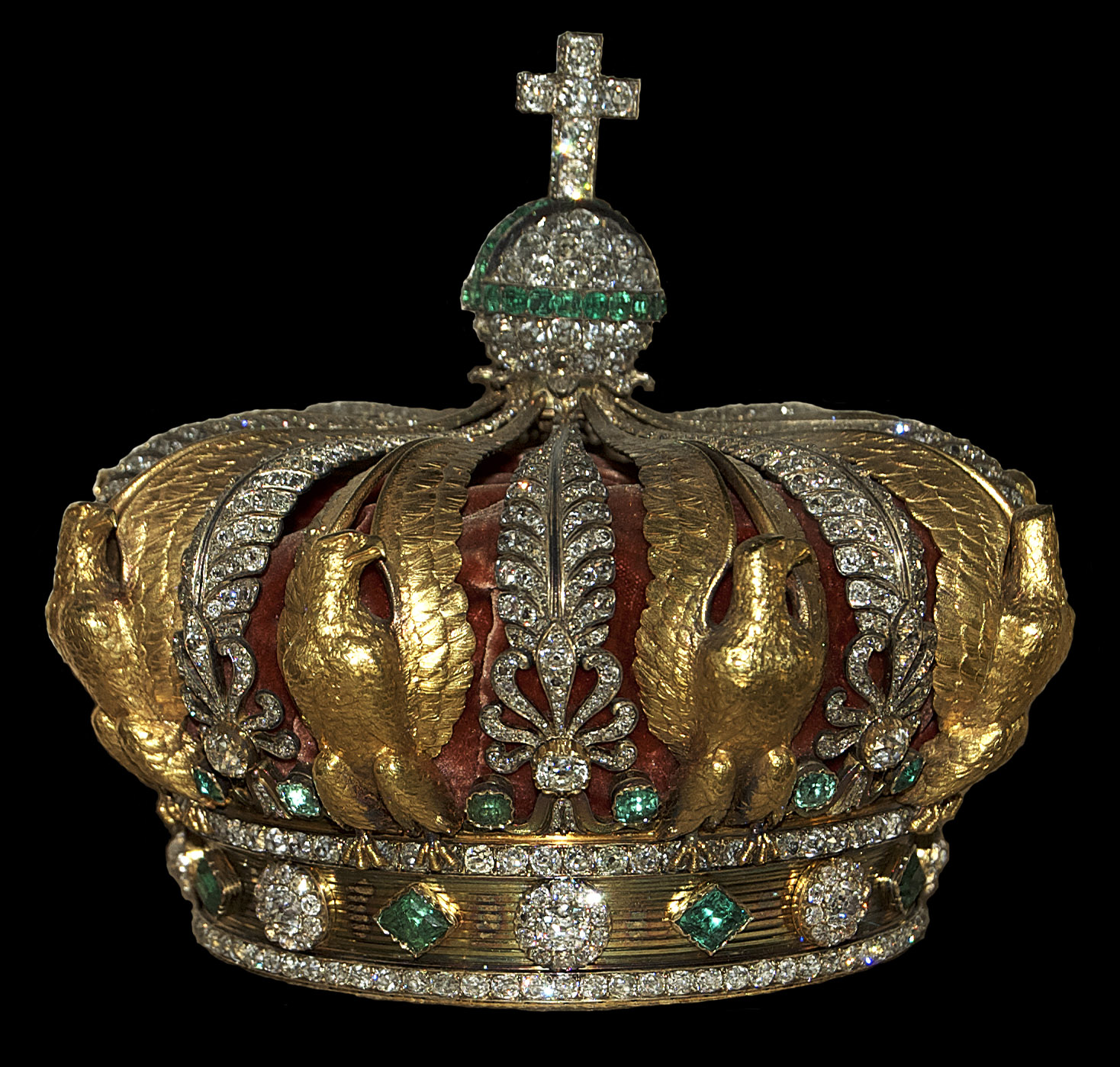
Krone der Kaiserin Eugénie im Pariser Louvre

Die Krone der Kaiserin Eugénie wurde für die Gemahlin Napoleons III. Eugénie de Montijo geschaffen.
Hatte Napoleon I. bei seiner Krönung 1804 noch eine antik gestaltete Krone verwendet, erteilte er wenig später die Anweisung zum Entwurf eines zeitgemäßeren Modells. 1806 erschien dann die neue Krone im kaiserlichen Wappen. Eine Anfertigung blieb jedoch aus.
Nachdem sein Neffe Napoleon III. das Zweite Kaiserreich gründete, gab er 1855 anlässlich der Weltausstellung die Order zur Herstellung einer Frauenkrone für Kaiserin Eugénie nach dem Vorbild der heraldischen Kaiserkrone. Der Auftrag ging an den Juwelier Alexandre-Gabriel Lemonnier.
Die Krone besteht aus Gold, über 2400 Diamanten und 56 Smaragden. Der Kronreif hat am oberen und unteren Rand jeweils eine Reihe von Diamanten. Im Zwischenraum wechseln sich acht Diamantrosetten mit acht großen rhombenförmigen Smaragden, die in Gold gefasst sind. Die Kronbügel sind abwechselnd jeweils acht Palmetten im Empirestil und acht goldene Adler. Unterhalb der Palmetten direkt über dem Reif schwingen kleine brillantbesetzte Arme zu beiden Seiten. Sie halten an ihren Enden kleine Smaragde. Darüber erheben sich blütenartige Gebilde aus immer sieben kleinen Blättern, die mit Diamanten belegt sind. Am Kreuzungspunkt der Blätter steht ein größerer Diamant. Von den oberen Blättern der Blüten ausgehend steigen die Palmetten volutenartig nach oben, auch sie tragen Diamanten. Die Adler schwingen ihre verlängerten Flügel volutenartig bis zum Scheitel der Krone hinauf. Ihre Köpfe sind nach links gewendet. Die Kronbügel in Form der Palmetten und Adlerflügel treffen sich im Scheitel, wo sie eingedellt sind, bevor sie nochmals nach oben biegen und den Globus tragen. Der Globus ist mit Brillanten belegt und trägt auf seinem Äquator und auf der oberen Hemisphäre ein Band von goldgefassten Smaragden. Darüber erhebt sich ein diamantbesetztes Kreuz. Das Innere der Krone ist mit rotem Samt ausgelegt.
Die Krone wurde bei keiner Krönung verwendet, aber bei öffentlichen Anlässen ausgestellt. Sie befindet sich heute im Pariser Louvre.